# 솔안초등학교
솔안초등학교는 대한민국 경기도 부천시 소사구에 있는 공립 초등학교이다.

## 학교 연혁
- 1997. 09. 06 솔안초등학교 설립인가
- 2002. 03. 28 교사 신축 및 부대공사 착공
- 2003. 08. 26 교사 신축 및 부대공사 완공
- 2003. 09. 01 개교 (409명 11학급)
- 2003. 10. 13 급식개시
- 2004. 03. 09 솔안초등학교 병설유치원 개원 (1학급 편성 - 25명)
- 2005. 03. 01 제2대 장동환 교장 부임
- 2006. 03. 01 15학급 편성
- 2007. 03. 01 16학급 편성
- 2007. 09. 01 제3대 황흥순 교장 부임
- 2008. 03. 01 16학급 편성
- 2009. 03. 01 15학급 편성
- 2009. 09. 01 제4대 정성관 교장 부임
- 2010. 03. 01 14학급 편성
- 2011. 03. 01 14학급 편성
- 2012. 03. 01 13학급 편성
- 2012. 09. 01 제5대 정창배 교장 부임
- 2014. 03. 01 12학급 편성
- 2023. 09. 01 개교 20주년